# Jubilee River

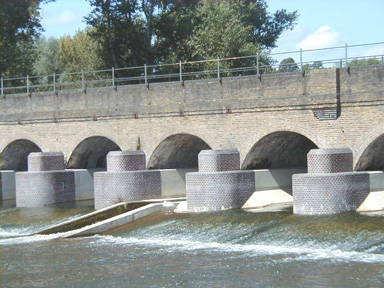
Black Potts Viaduct

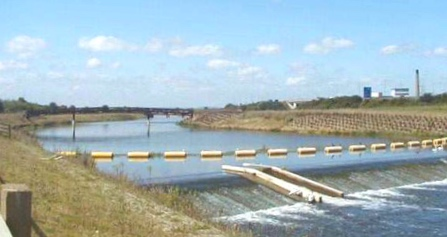
Der Jubilee River am Slough Weir

Der Jubilee River ist ein 11,6 km langer Kanal in Südengland, der in den späten 1990er Jahren und frühen 2000ern gebaut wurde, um Überflutungen bestimmter Bereiche bei Hochwasser der Themse zu verhindern. Der Kanal schützt unter anderem Maidenhead, Windsor und Eton in den Grafschaften Berkshire und Buckinghamshire.
Dies wird erreicht, indem der Wasserüberschuss der Themse durch den Kanal oberhalb von Boulter’s Lock in der Nähe von Maidenhead abgezweigt wird und erst unterhalb von Eton dem Fluss wieder zugeführt wird.
Seinen Namen erhielt der Kanal 2002 anlässlich des goldenen Thronjubiläums von Königin Elisabeth II.

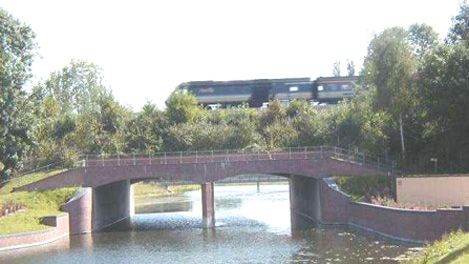
Dorney Bridge